# Feuermaulbuntbarsch
Der Feuermaulbuntbarsch (Thorichthys meeki, Syn.: Cichlasoma meeki), auch Rotbrustbuntbarsch genannt, ist ein Süßwasserfisch aus der Familie der Buntbarsche (Cichlidae). Er stammt aus dem Belize River, dem angrenzenden Südosten Mexikos, Guatemala (zwischen Río Grijalva und Usumacinta) und Yukatan und kommt dort in den unteren und mittleren Abschnitten von Flüssen mit geringer Strömung, Sand- und Schlammböden, in Yukatan auch in Cenotes und den unterirdischen Verbindungen zwischen ihnen vor. Sein Artname „meeki“ bezieht sich auf den amerikanischen Ichthyologen Seth Eugene Meek (1859–1914), der die Gattung Thorichthys beschrieben hat.

## Merkmale
Feuermaulbuntbarsche werden 15 bis 16 cm lang und maximal 12 Jahre alt. Weibchen bleiben kleiner. Ihr Körper ist hochrückig und seitlich abgeflacht, das Kopfprofil steil, das Maul endständig und zugespitzt. Die Fische sind blaugrau gefärbt, der Rücken ist dunkler, der Bauch orange bis gelboliv, die Kehle ziegel- bis leuchtend rot. An den Flanken finden sich 5 bis 7 mehr oder weniger deutlich ausgeprägte dunkle Querbänder. Eine dunkle Längsbinde, die auch in einzelne große Flecke aufgelöst sein kann, zieht sich vom oberen Rand des Kiemendeckels bis zur Schwanzflossenwurzel. Der Kiemendeckel weist einen golden umrandeten lackschwarzen Fleck auf. Da die Schuppen rote Ränder aufweisen kann der ganze Körper, besonders die Seiten, mit einem roten Netz überzogen erscheinen.
- Flossenformel: Dorsale XV–XVI/9–10, Anale VIII/7–9.
- Schuppenformel: 28–32 (mLR)

Der Feuermaulbuntbarsch ist ein Offenbrüter, der seine 100 bis 500 Eier auf flachen Steinen, größeren Blättern oder Wurzeln ablegen. Er ernährt sich omnivor und nimmt auch Algen zu sich.

## Aquaristik

### Haltung und Pflege
Die Tiere sollen paarweise gehalten werden, da sie unverträglich und bissig sind. Verstecke, zum Beispiel aus umgedrehten Blumentöpfen, sind lebenswichtig. Feuermaulbuntbarsche fressen jegliche Art von Futter: Flocken, Tabletten, Gefriergetrocknetes wie auch Lebendfutter. Eine pflanzliche Beikost ist notwendig, die Tiere fressen auch Aquarienpflanzen.

### Rechtsvorschrift in Österreich
In Österreich sind die Mindestanforderungen zur Haltung von Fischen in der Verordnung 486 im §7 und deren Anlage 5 definiert. Siehe dazu auch den Wikipedia-Eintrag Zierfische.
Speziell für Feuermaulbuntbarsche sind folgende Grenzwerte einzuhalten:
|                                  | Wert          | Anmerkung                         |
| -------------------------------- | ------------- | --------------------------------- |
| Mindestgröße des Aquariums       | 100 × 40 × 50 | Länge × Breite × Höhe in [cm]     |
| Bereich für die Wassertemperatur | 23 – 30       | Grad Celsius [°C]                 |
| Bereich für die Wasserhärte      | 0 – 15        | Grad deutscher Gesamthärte [⁰dGH] |
| Bereich pH-Wert                  | 6,0 – 8,0     | Säuregrad                         |
| Maximalwert Nitrat               | 50            | [mg/l]                            |